# بال‌بلند گورخری
بال‌بلند گورخری (نام علمی: Heliconius charithonia)، گونه‌ای پروانه است که به زیر خانواده کشیده‌بالان و تیره فرچه‌پایان تعلق دارد. این پروانه اولین بار در سال ۱۷۶۷ در نسخه دوازدهم کتاب سامانه طبیعت توسط کارل لینه توصیف شد.